# The Final Testament (album)
The Final Testament – album studyjny Toroidh, wydany w 2006 roku przez wytwórnię Eternal Pride Productions. 

## Lista utworów
1. "Part I" - 21:03 (Introduktion, Testament I, Fran Morkret Stiga Vi, Testament II, Testament IIII)
2. "Part II" - 15:59 (Torch, Liebste Klara, Dr Weiskopf Lebt, In The Eyes Of The Creator)
3. "The Final Testament" - 2:07
4. "Hail Wermland II" - 3:17